# Lipowiec (Ustroń)

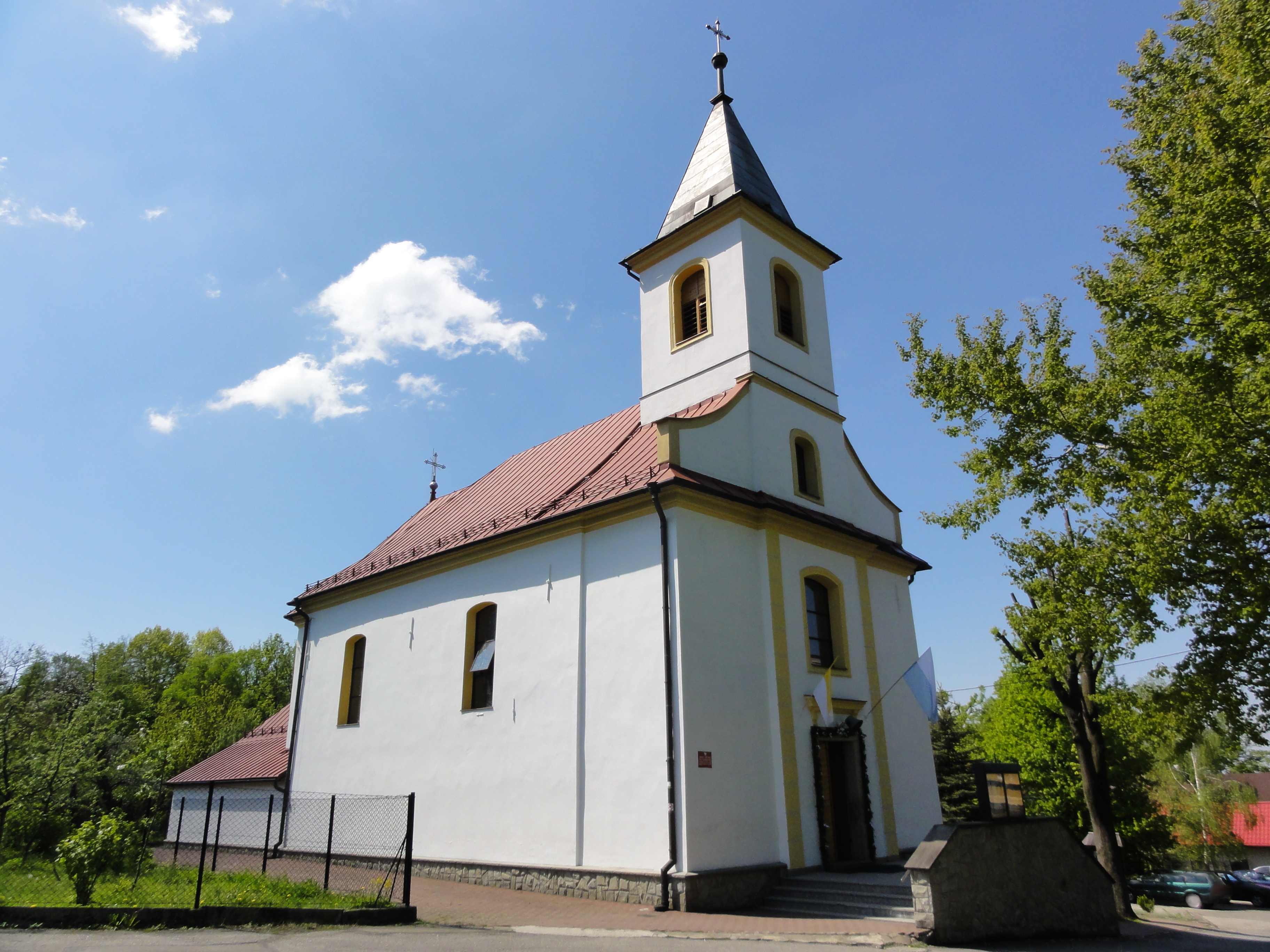
Katholische Kirche

Lipowiec (deutsch Lippowetz) ist ein Stadtteil (Osiedle) von Ustroń im Powiat Cieszyński der Woiwodschaft Schlesien in Polen.

## Geographie
Lipowiec liegt im Schlesischen Vorgebirge (Pogórze Śląskie) unter dem Berg Lipowski Groń (743 m hoch) in der Schlesischen Beskiden, an der Weichsel, etwa 4 km nordöstlich des Stadtzentrums.
Das Dorf hatte eine Fläche von etwa 910 ha.

## Geschichte
Der Ort liegt im Olsagebiet (auch Teschner Schlesien, polnisch Śląsk Cieszyński).
Der Ort wurde um 1305 im Liber fundationis episcopatus Vratislaviensis (Zehntregister des Bistums Breslau) erstmals urkundlich als "Item in Lypowetz" erwähnt. Der Name ist abgeleitet von Linden (polnisch lipa).
Politisch gehörte das Dorf ursprünglich zum Herzogtum Teschen, dies bestand ab 1290 in der Zeit des polnischen Partikularismus. Seit 1327 bestand die Lehensherrschaft des Königreichs Böhmen und seit 1526 gehörte es zur Habsburgermonarchie.
Die Pfarrei Lipovecz wurde im Peterspfennigregister des Jahres 1335 im Teschener Dekanat erwähnt. Die Pfarrei aber existierte nicht mehr im Jahre 1447. Es wurde wieder im Jahre 1785 errichtet.
Nach der Aufhebung der Patrimonialherrschaften bildete es ab 1850 eine Gemeinde in Österreichisch-Schlesien, Bezirk Bielitz und Gerichtsbezirk Skotschau. In den Jahren 1880–1910 stieg die Einwohnerzahl von 936 im Jahre 1880 auf 961 im Jahre 1910 an, es waren überwiegend polnischsprachige (zwischen 98,5 % und 99,9 %), auch deutschsprachige (12 oder 1,3 % im Jahre 1880) und tschechischsprachige (2 Einwohner im Jahre 1880 und 1890). Im Jahre 1910 waren 88,2 % römisch-katholisch, 11,6 % evangelisch, es gab 2 Juden.
1920 nach dem Zusammenbruch der k.u.k. Monarchie und dem Ende des Polnisch-Tschechoslowakischen Grenzkriegs kam Lipowiec zu Polen. Unterbrochen wurde dies nur durch die Besetzung Polens durch die Wehrmacht im Zweiten Weltkrieg.
Lipowiec wurde am 1. Januar 1973 mit der Stadt Ustroń eingemeindet.